# Wilhelm Koch (Schriftsteller)
Wilhelm Koch (* 30. Juli 1845 in Köln; † 10. Dezember 1891 ebenda) war einer der ersten populären Mundartdichter kölscher Sprache.

## Leben
Entsprechend dem Wunsch seiner Eltern, dass Wilhelm zum Priester ausgebildet werden sollte, begann er seine schulische Ausbildung an der Kölner Domschule. Nach dem Abitur am  Marzellengymnasium trat Wilhelm Koch als Beamter in den Postdienst ein. Gleichzeitig begann er mit dem Verfassen von meist humorvollen kleinen Geschichten. Im Jahr 1872 kündigte er seine Stellung bei der Post und arbeitete fortan als Redakteur bei der Speyerer Zeitung. Daneben verfasste er auch Texte für die Moselzeitung in Trier. 1876 kehrte Wilhelm Koch nach Köln zurück. Hier lebte er in Köln-Ehrenfeld und verdiente seinen Lebensunterhalt als freier Schriftsteller. Für verschiedene Kölner Tageszeitungen, unter anderem für die Kölnische Volkszeitung, verfasste er gelegentlich belletristische und auch kulturpolitische Texte. Darüber hinaus wurde er in Köln bekannt für seine humoristischen Kolumnen und Feuilletons, die er gelegentlich in kölscher Sprache verfasste. Seit Dezember 1881 publizierte er regelmäßig in Tageszeitungen.
Populär wurde Koch durch seine zum Teil derben, humoristischen Geschichten, die er den Erzählbänden Kölsche Scheldereie veröffentlichte. Bei seiner Entscheidung Erzählungen im Kölner Dialekt niederzuschreiben, orientierte er sich an den Erzählungen seines Vorbildes, dem plattdeutschen Mundartdichter Fritz Reuter.

„Längst schon war es meine Absicht, eine Erzählung in kölnischer Mundart nach art der geist- und gemütvollen Novellen von Fritz Reuter zu schreiben. Die Meisterschaft, mit welcher Reuter den mecklenburgischen Dialekt behandelt, war es aber auch, die mich abhielt, zur Tat zu schreiten, weil ich mir wohl bewußt war, in mehr als einer Hinsicht mein berühmtes Vorbild nicht erreichen zu können. Aber der Versuch mußt gewagt werden.“

Die Erzählungen, Gedichte und auch Lieder für den Kölner Karneval in kölscher Sprache trugen zur Popularität des Schriftstellers in Köln bei. Wilhelm Koch war 1886 bis 1889 zusammen mit Peter Paul Faust Herausgeber der Kölner Monatsschrift Alaaf Köln. Er bewohnte ein repräsentatives Haus an der Kölner Flora, in der Stammheimer Straße in Köln-Riehl.
Nach einer kurzen schweren Krankheit und mehreren Operationen starb Wilhelm Koch am 10. Dezember 1891 im Alter von 46 Jahren. Er wurde auf dem Kölner Friedhof Melaten (Flur 58) begraben. Wilhelm Koch war verheiratet und hatte fünf Kinder. Sein Sohn, Heinrich Koch (1874–1940) wurde ebenfalls als Kölner Mundartautor bekannt.

## Ehrung
Im Kölner Stadtbezirk Lindenthal wurde in Anerkennung seiner Lebensleistung eine Straße nach dem Kölner Mundartdichter benannt.

## Werke, Gedichte und Texte (Auswahl)
- Trübe Tage, um 1875
- Die Tochter des Irrsinnigen, 1875
- Novellenkranz, 1878
- Declamationsbuch, 1879
- Valeska. Die Tochter des Stadthauptmanns von Petersburg, 1879
- Zum Tode verurteilt, 1880
- Kölsche Scheldereie I: Der Bätes, 1882

- Kölsche Scheldereie II: Der Rippet vun der Bess, 1884
- Kölsche Scheldereie III: Et Johr Aachunveezig, 1885
- Kölsche Scheldereie IV: Der Kölsche Klüngel, 1887
- Memoiren des Bassisten Karl Formes, 1888
- Ömmerjööncher: Löstige kölsche Verzällcher, 1890
- Ömmerjööncher: Löstige kölsche Verzällcher: Us em Daageboch
- Aus Beethovens Jugendzeit, 1893 erschienen

- Der Nakswächter, nach Johann Wolfgang von Goethe: Der Erlkönig
- En kölsche Kirmeß vun domols
- En Höhnerplöckesche beim ehschte Napoleon
- Jet för et Hätz
- Loss m'r doch noch jet singe